# Altice Portugal
Altice Portugal, anteriormente conocida como Portugal Telecom, es una empresa portuguesa de telecomunicaciones con sede central en Lisboa.
Creada en 1994 a partir de la fusión de los distintos servicios telefónicos del país, fue privatizada en 1997 y se convirtió en el principal operador de telefonía fija, móvil, internet y televisión de pago en Portugal. Después de un fallido proceso de fusión entre Portugal Telecom y la brasileña Oi, en 2015 la empresa fue vendida al grupo multinacional Altice.
La denominación «Altice Portugal» se reserva exclusivamente para el papel institucional de la empresa. En lo que respecta a la comercialización de los servicios y productos, la compañía utiliza la marca «MEO».
NOS e Oni son empresas medianamente competitivas. 

## Historia

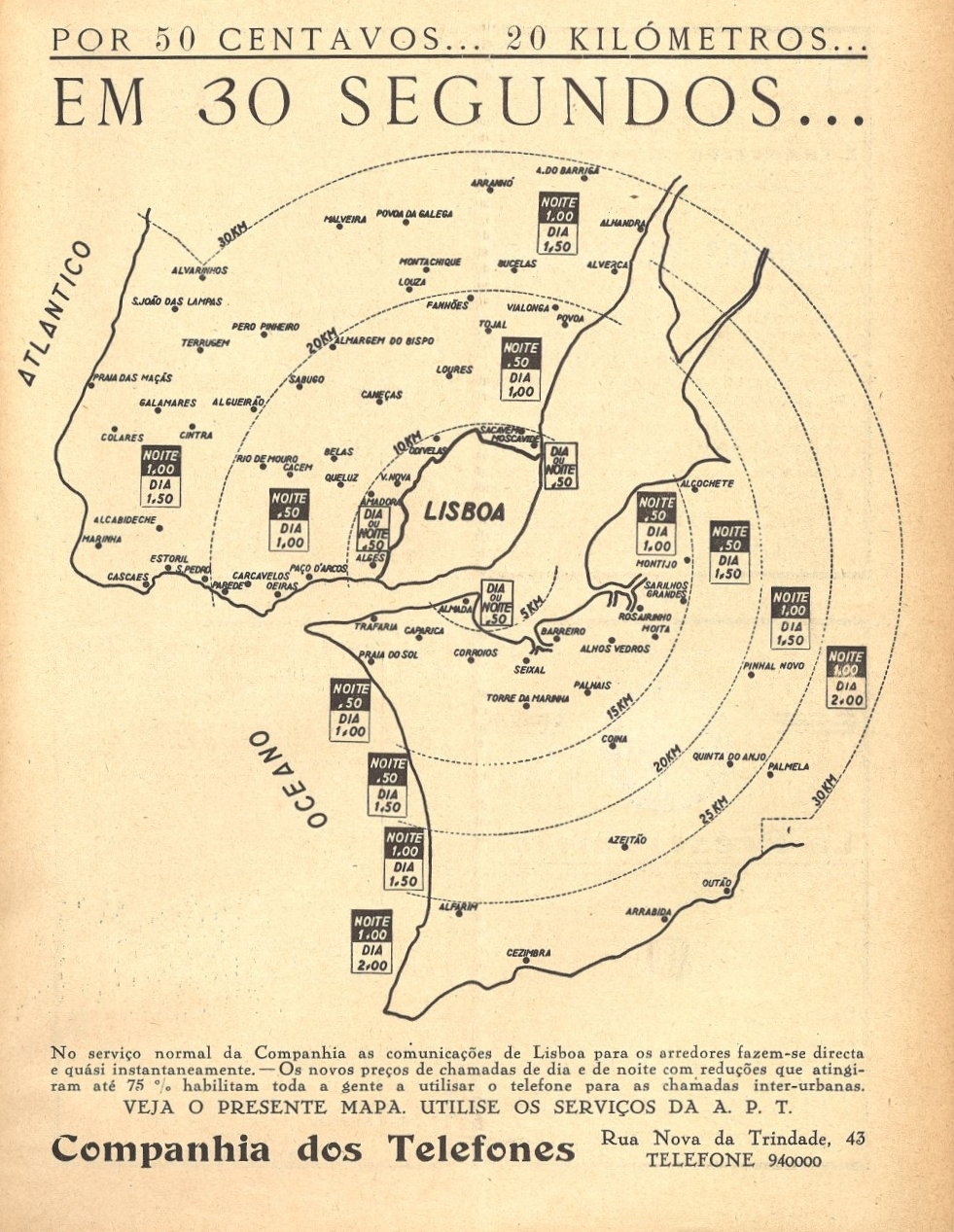
Anuncio de la Companhia dos Telefones, nombre popular de la Anglo-Portuguese Telephone (1936).

### Antecedentes
La primera línea telefónica de Portugal fue inaugurada en Lisboa en 1877. Cinco años después, la compañía Edison Gower-Bell Telephone abrió dos delegaciones en Lisboa y Oporto para desarrollar esta tecnología.
Desde 1887, el gobierno portugués había firmado un convenio con la empresa Anglo-Portuguese Telephone (APT) para que se ocupara del servicio telefónico. Por otra parte, el desarrollo de la telegrafía sin hilos, telecomunicaciones internacionales y teléfono inalámbrico quedó bajo cargo de la compañía Marconi Comunicações. En ambos casos se trataban de empresas privadas con una concesión estatal.
La sociedad con APT se mantuvo hasta que en 1968 el Estado nacionalizó el servicio telefónico. En las áreas metropolitanas de Lisboa y Oporto se creó una nueva empresa pública, Telefones de Lisboa e Porto (TLP), mientras que la estatal Correios, Telégrafos e Telefones (CTT) se ocuparía del resto del país. Ambas empresas colaboraban entre sí en proyectos como Telecomunicações Móveis Nacionais (TMN), empresa de telefonía móvil creada en 1991.

### Portugal Telecom (1994-2018)

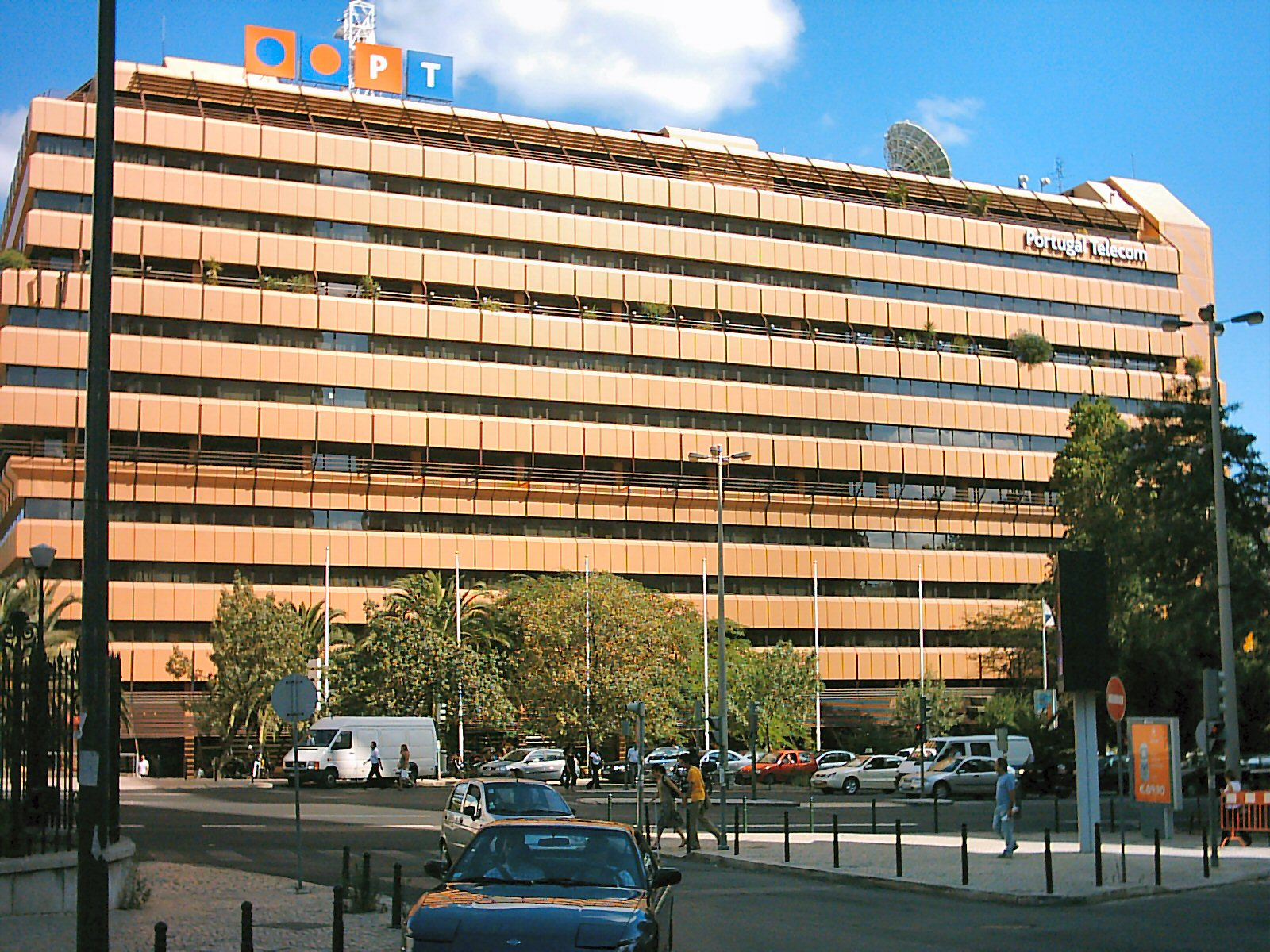
Sede central de Altice Portugal en Lisboa, con el primer logotipo de Portugal Telecom en la fachada.

En 1992, el gobierno portugués puso en marcha un plan para unificar todas las telecomunicaciones en una sola marca, con vistas hacia su privatización. TLP fue transformada en una sociedad anónima, mientras que las competencias de CTT se traspasaron a una nueva empresa, Telecom Portugal. Finalmente, el 14 de mayo de 1994 se produjo la fusión entre TLP, Telecom y Teledifusora de Portugal para crear la empresa Portugal Telecom (PT). De este modo, Portugal afrontaba la liberalización del mercado telefónico marcada por la Unión Europea. El servicio de telefonía fija se comercializaba bajo la marca PT, mientras que la telefonía móvil llevaba la marca TMN.
La privatización de la empresa se hizo de forma gradual. PT se hizo con el control de Marconi en 1995, y un año después ya había sacado a bolsa el 49% de sus acciones. Después de una reforma legislativa, el Estado perdió la mayoría accionarial en 1997 y fue reduciendo gradualmente su participación. Finalmente, PT se convirtió en una empresa completamente privada en el 2000. Los principales accionistas eran entidades bancarias como Banco Espirito Santo y Caixa Geral. El gobierno portugués mantuvo una acción de oro para vetar operaciones que, en su opinión, pudieran socavar el interés del estado.
Mientras se llevaba a cabo este proceso, PT tuvo hitos como el primer teléfono móvil de prepago a nivel mundial (Mimo, 1995), la creación del operador de televisión por cable TV Cabo (actualmente NOS Comunicações, la compra del portal web SAPO (1999), la cobertura de banda ancha en todo el territorio nacional (2000) y la introducción temprana de la telefonía 3G (2004).
Además, PT se expandió a Brasil en 1998 con la compra de Telesp Celular, sobre cuya red desarrollaron el nuevo teleoperador Vivo junto con la española Telefónica. La firma portuguesa mantuvo una participación en el accionariado hasta 2010, después de que Telefónica adquiriese sus acciones por 7500 millones de euros.
En 2007 la empresa traspasó todos los activos multimedia a una filial independiente, ZON (ahora NOS).  Para no quedarse sin presencia en el mercado televisivo, PT creó la marca «MEO» con la que ofrecía servicio triple play (teléfono, banda ancha y televisión). MEO terminó siendo uno de los activos más rentables de PT, y en 2014 se convirtió en la principal marca comercial tras absorber TMN (telefonía móvil).

#### Venta de la empresa
A comienzos de 2006, el conglomerado portugués Sonae —propietario de NOS, anteriormente conocido como Optimus — hizo una oferta pública de adquisición por Portugal Telecom, valorada en 10 700 millones de euros. Sin embargo, el gobierno portugués la rechazó porque implicaba renunciar a sus acciones de oro. Después de varios recursos, el Tribunal de Justicia de la Unión Europea sentenció que la acción de oro era ilegal y el estado tuvo que prescindir de esta medida en 2011.
La eliminación de la acción de oro afectó a otras operaciones en curso, como la venta de Vivo a Telefónica. PT no quería salir del mercado brasileño, pero en 2010 terminó vendiendo su participación a los españoles por 7500 millones de euros. Al mismo tiempo negoció entrar en el accionariado del teleoperador rival Oi por 3500 millones, lo que le permitía seguir en Sudamérica.
En 2013, Portugal Telecom y Oi llegaron a un acuerdo de fusión. Tras el visto bueno de la Autoridad de Competencia, los brasileños pasaron a controlar los activos de PT —entre ellos MEO y SAPO— a partir de mayo de 2014. Sin embargo, el plan quedó malogrado por la quiebra del Banco Espírito Santo en agosto de 2014, pues PT había invertido 847 millones de euros en pagarés de un conglomerado del grupo que ya no iba a recuperar. Con el acuerdo roto, Oi vendió el 100% de Portugal Telecom al grupo francés Altice —dueños de SFR— por 7400 millones de euros.
Desde 2014, Altice Portugal compite entre PT (ahora Altice) y NOS.

### Altice Portugal
El 2 de junio de 2015 se produjo la adquisición definitiva de PT por parte de Altice, que de inmediato renombró a la empresa como Altice Portugal y concentró su mercado exclusivamente en el país europeo. Los nuevos dueños mantuvieron MEO como la marca para vender servicios de voz, banda ancha y televisión. 
Altice intentó negociar con Grupo Prisa la adquisición del conglomerado Media Capital, propietario de TVI y Rádio Comercial entre otros activos, por 440 millones de euros. No obstante, los españoles cancelaron la operación en 2018 por los recelos que suscitaba en la Autoridad de Competencia.

## Productos y servicios
Altice Portugal gestiona servicios de telefonía fija, telefonía móvil, internet, televisión por suscripción y creación de contenidos a través de las siguientes marcas:

### MEO

Logotipo de MEO.

Marca de Altice para servicios de triple play (voz, banda ancha y televisión) a través de fibra óptica, además de ocuparse de la línea telefónica tradicional. Fue creada en 2007 y durante años fue el principal operador de Portugal, aunque a día de hoy compite con su rival NOS Comunicações por el primer puesto.

### SAPO
Sitio web portugués que también ofrece servicios de internet. Fundado en 1995 como motor de búsqueda por varios estudiantes de la Universidad de Aveiro, pertenece a PT desde 1999 y se ha convertido en el portal web más visitado de Portugal. y producido por MEO.

### MEO Empresas
Unidad de negocio que gestiona servicios para empresas, corporaciones multinacionales, proveedores e instituciones públicas.

### Moche
Compañía de servicios de telecomunicaciones de bajo coste, que ofrece servicios de telefonía móvil e internet (fibra y 4G) como un operador móvil virtual. Es también la marca juvenil de Altice.

## Accionariado
Altice Portugal es una sociedad limitada desde que el grupo Altice tomara el control en 2015. Altice es una compañía francesa con sede fiscal en Países Bajos, que además de Portugal está presente en Francia (SFR), Israel (Hot) y República Dominicana (Altice).
Antes de esa operación, Portugal Telecom tenía en 2011 como máximos accionistas a Banco Espírito Santo (11,30%), la sociedad portuguesa RS Holding (10,05%), el grupo estadounidense Capital (9,97%), Oi (7%), Caixa Geral de Depósitos (6,23%), Brandes Investments (5,25%) y el Norges Bank (4,93%). La operadora española Telefónica poseía un 2%, pues había reducido su participación por la compra de Vivo, pero años atrás llegó a tener el 10% de los títulos.
Durante la privatización de la empresa en 1994, el gobierno portugués se garantizó 500 acciones de oro para vetar operaciones que, en su opinión, pudieran socavar el interés del estado. Esto incluía la prohibición de que un accionista controlara más del 10% de las participaciones. Sin embargo, el Tribunal de Justicia de la Unión Europea dictaminó que esa medida era ilegal, por lo que Portugal se deshizo de esos títulos en julio de 2011.
En octubre de 2013, Portugal Telecom y Oi habían llegado a un acuerdo de fusión para crear una empresa de telecomunicaciones con sede en Brasil. Esta operación se malogró por la quiebra del Banco Espírito Santo.

## Controversia
En agosto de 2005, el presidente de Portugal Telecom en aquella época, Miguel Horta e Costa, estuvo envuelto en una crisis política brasileña conocida como «escándalo de las mensualidades». En concreto, un representante brasileño le denunció por haberse reunido con el entonces presidente, Lula da Silva, para negociar una presunta financiación ilegal al Partido de los Trabajadores estimada en 2,6 millones de euros. Sin embargo, el Departamento Central de Investigación y Acción Penal de Portugal concluyó tras interrogarle que no tenía nada que ver en el caso, librándole de las acusaciones de corrupción.